# Medna (Mrkonjić Grad)
Pour les articles homonymes, voir Medna.
Medna (en serbe cyrillique : Медна) est un village de Bosnie-Herzégovine. Il est situé dans la municipalité de Mrkonjić Grad et dans la république serbe de Bosnie. Selon les premiers résultats du recensement bosnien de 2013, il compte 244 habitants.

## Géographie
Medna est situé sur les pentes du mont Dimitor et dans la vallée de la rivière Medljanka ; le village est entouré de pâturages et de forêts. Son sous-sol est riche en houille et en gypse (pour la fabrication du plâtre).

## Démographie

### Évolution historique de la population dans la localité
| 1948  | 1953 | 1961  | 1971  | 1981  | 1991 | 2013 |
| ----- | ---- | ----- | ----- | ----- | ---- | ---- |
| 2 450 | -    | 2 021 | 1 529 | 1 249 | 791, | 244  |

|  |

### Communauté locale
En 1991, la communauté locale de Medna comptait 934 habitants, répartis de la manière suivante :